# چا جونگ هیوک
چا جونگ هیوک (انگلیسی: Cha Jong-hyok؛ زادهٔ ۲۵ سپتامبر ۱۹۸۵) یک بازیکن فوتبال اهل کره شمالی است.
وی همچنین در تیم‌های ملی فوتبال کره شمالی بازی کرده‌است.